# Raphael Wressnig
Raphael Wressnig (* 14. Oktober 1979 in Graz) ist ein österreichischer Organist und Komponist im Bereich des Jazz und Blues.

## Leben und Wirken
Raphael Wressnig besuchte den musischen Zweig am Bundesoberstufenrealgymnasium Bad Radkersburg.
Ab dem 16. Lebensjahr erlernte er das Orgelspiel autodidaktisch. Sein Hauptinstrument ist die Hammond-Orgel (das klassische Modell Hammond B-3). Lediglich auf einigen frühen Aufnahmen trat er als Pianist in Erscheinung und für Studio-Aufnahmen spielt er mitunter E-Piano (Wurlitzer 200A oder Fender Rhodes) oder andere analoge elektromechanische Tasteninstrumente wie das Clavinet (Hohner D6).
Mit seinem „Organic Trio“ nahm der Organist 2002 sein Debütalbum Manic Organic auf. Aus seiner vierjährigen Zusammenarbeit mit dem österreichischen Gitarristen und Songwriter Oliver Mally entstanden fünf Alben und eine DVD. Eine weitere Bühnenpartnerschaft entstand mit dem Blues-Sänger und Gitarrist Larry Garner. Als Mitglied seiner Band unternimmt Raphael Wressnig weltweite Konzerttouren. So trat er beispielsweise 2013 auf Festivals in Deutschland, Estland, Frankreich, Italien, Kroatien, Lettland, Schweiz, Slowakei und Ungarn auf und war 2014 auf dem 12. Dubai Jazz Festival im Dubai Media City Amphitheatre zu sehen.
Es entstanden Alben unter eigenem Namen sowie Tourneen und Konzerte mit „Raphael Wressnig & The Soul Gift Band“. Mit der Soul Gift Band war er unter anderem 2014 beim Jazzfest Gronau, Mitte Januar 2015 im Doppelkonzert mit dem Al Cook Trio im großen Sendesaal des ORF und auf dem Fernwärme Open Air des Jazzs Fest Wien zu sehen.
Zwischenzeitlich erfolgten zusätzliche Touren mit Louisiana Red, Phil Guy, Deitra Farr, Sugar Blue, Wee Willie Walker, Kirk Fletcher, James Armstrong, Tad Robinson, Monster Mike Welch, John Mooney, Steve James, Johnny Vidacovich, Sharrie Williams, Doug McLeod, Horacio „El Negro“ Hernández, Craig Handy, Jim Mullen, Pete York, Harry Sokal und Enrico Crivellaro sowie Jam-Sessions mit Los Lobos, Billy Boy Arnold, Lurrie Bell, Tony Monaco, Billy Paul, Sonny Rhodes, The Paladines und Ronnie Baker Brooks.
Wressnig wurde als „Best Organ Player“ 2013, 2015, 2016, 2017 & 2018 beim Downbeat Critics Poll des US-amerikanischen Jazz- und Bluesmagazins Down Beat nominiert. Im Jänner des Jahres 2014 spielte Raphael Wressnig sein Album Soul Gumbo mit Stanton Moore, Craig Handy, Alex Schultz, Walter „Wolfman“ Washington, George Porter Jr., Tad Robinson, Larry Garner, Jon Cleary, Nigel Hall und Eric Bloom in den Music Shed Studios in New Orleans ein. Das Album Chicken Burrito (2018) nahm er mit dem Drummer James Gadson und dem Gitarristen Alex Schultz in Los Angeles auf.

## Auszeichnungen
- Concerto-Poll 2012 in der Kategorie „Bestes Album des Jahres“ für Soul Gift
- Concerto-Poll 2011 in der Kategorie „Bester Blues Künstler des Jahres“
- Concerto-Poll 2010 in der Kategorie „Bester Jazz Musiker des Jahres“
- British Columbia Music Awards 2009 in der Kategorie „Bestes Blues Album des Jahres“
- Preis der deutschen Schallplattenkritik 2008 in der Kategorie „Blues und Bluesverwandtes“ als Gastmusiker des B.-B.-&-The-Blues-Shacks-Albums Unique Taste
- Concerto-Poll 2007 in der Kategorie „Bester Jazz Act des Jahres“
- Concerto-Poll 2004 in der Kategorie „Bestes Album Jazz“
- Concerto-Poll 2001 in der Kategorie „Bester Blues/Roots Act des Jahres“
- Concerto-Poll 2001 in der Kategorie „Bester Blues Act des Jahres“

Er war nominiert für den Hans-Koller-Preis 2003 – „Newcomer des Jahres“ und die French Blues Trophees – „Best Organ/Piano Player – Europe“, ferner für den Downbeat Kritiker-Poll in der Kategorie „Best Organ Player“.

## Diskografie (Auswahl)
| Titel                                                                       | Typ       | bei                                                      | Jahr |
| --------------------------------------------------------------------------- | --------- | -------------------------------------------------------- | ---- |
| Raphael Wressnig & Igor Prado - LIVE                                        | CD, LP    | Pepper Cake/ZYX Music                                    | 2023 |
| Raphael Wressnig & Igor Prado - Groove & Good Times                         | CD, LP    | Pepper Cake/ZYX Music                                    | 2021 |
| Raphael Wressnig - Chicken Burrito                                          | CD, LP    | Pepper Cake/ZYX Music                                    | 2018 |
| Raphael Wressnig - Captured Live                                            | CD, LP    | Pepper Cake/ZYX Music                                    | 2017 |
| Raphael Wressnig - The Soul Connection Captured Live                        | Doppel-CD | Pepper Cake/ZYX Music                                    | 2016 |
| Raphael Wressnig & Igor Prado - The Soul Connection                         | CD, LP    | Pepper Cake/ZYX Music                                    | 2014 |
| Raphael Wressnig - Soul Gumbo                                               | CD, LP    | Pepper Cake/ZYX Music                                    | 2014 |
| Raphael Wressnig & Alex Schultz – Soul Gift                                 | CD, LP    | Pepper Cake/ZYX Music                                    | 2012 |
| Raphael Wressnig – True Blue                                                | CD        | BHM Productions                                          | 2011 |
| Raphael Wressnig – Party Factor                                             | CD        | BHM Productions                                          | 2010 |
| Raphael Wressnig & Enrico Crivellaro Organ Combo – Live At The Off-Festival | CD, DVD   | Koch Entertainment/Pepper Cake/BHM Productions/ZYX Music | 2009 |
| Raphael Wressnig & Alex Schultz – (Don’t Be) Alfraid To Groove              | CD        | Koch Entertainment/Pepper Cake/BHM Productions/ZYX Music | 2008 |
| Raphael Wressnig – Cut A Little Deeper On The Funk                          | CD        | BHM Productions                                          | 2008 |
| Raphael Wressnig’s Organic Trio – Boom Bello                                | CD, Dig   | Village/ZYX Music                                        | 2006 |
| Raphael Wressnig & Enrico Crivellaro – Mosquito Brite                       | CD        | Village/ZYX Music                                        | 2006 |
| Oliver Mally & Raphael Wressnig – Someone Stole My Christmas Tree           | CD        | ATS Records                                              | 2004 |
| Raphael Wressnig’s Organic Trio – In Between                                | CD, Dig   | Village/ZYX Music                                        | 2004 |
| Oliver Mally & Raphael Wressnig – Bound For Nowhere                         | CD        | ATS Records                                              | 2003 |
| Oliver Mally & Raphael Wressnig & Bernie Mallinger – Triple Trouble         | CD        | Extraplatte                                              | 2002 |
| Raphael Wressnig’s Organic Trio – Manic Organic                             | CD        | EPS Records                                              | 2002 |